# 顏秋月
顏秋月（1965年3月8日—）中國國民黨籍臺中市政治人物，臺中市清水區人，曾任清水鎮鎮長、清水區區長。

## 從政經歷
- 家中務農
- 1998年（民國87年），當選臺中縣清水鎮臨江里第十六屆里長。（第十七、十八屆連選連任）
- 2007年（民國96年），當選清水鎮第十五屆鎮長。
- 2010年（民國99年），臺中縣市合併升格直轄市，顏秋月繼續延任清水區區長。（任職期間於東海行政碩士班進修）
- 2014年（民國103年），卸任。
- 2015年，中國國民黨臺中市黨部於7月15日正式核定通過參選2016年立法委員，敗選[2][3][4][5][6][7][8]。

## 選舉紀錄
| 年度 | 選舉屆數               | 選舉區           | 所屬政黨   | 得票數 | 得票率 | 當選標記 | 備註 |
| ---- | ---------------------- | ---------------- | ---------- | ------ | ------ | -------- | ---- |
| 2007 | 第十五屆清水鎮鎮長補選 | 臺中縣清水鎮     | 中國國民黨 | 11,600 | 45.54% |          |      |
| 2016 | 第九屆立法委員選舉     | 臺中市第一選舉區 | 中國國民黨 | 53,293 | 37.99% |          |      |

## 外部連結
- 顏秋月|Facebook
- 月娘ㄟ願望 （页面存档备份，存于）
- 甲安埔顏秋月競選總部成立 （页面存档备份，存于）
- 清水顏秋月競選總部成立 （页面存档备份，存于）